# 창저우 올림픽 스포츠 센터
창저우 올림픽 스포츠 센터 스타디움(중국어: 常州奥林匹克体育中心)은 중화인민공화국 창저우에 위치한 경기장이다. 현재 콘서트 및 운동 경기와 같은 다양한 행사에 주로 사용되고 있다. 수용 인원은 38,000명이다. 이 복합 단지에는 6,200석의 신성 체육관, 2300석 규모의 수중 센터, 4,400평방 미터의 실내 테니스 홀이 있다.